# Puduvayal
Puduvayal es una ciudad y nagar Panchayat situada en el distrito de Sivaganga en el estado de Tamil Nadu (India). Su población es de 11284 habitantes (2011). Se encuentra a 60 km de Sivaganga y a 104 km de Madurai.

## Demografía
Según el censo de 2011 la población de Puduvayal era de 11284 habitantes, de los cuales 5583 eran hombres y 5701 eran mujeres. Puduvayal tiene una tasa media de alfabetización del 86,03%, superior a la media estatal del 80,09%: la alfabetización masculina es del 91,39%, y la alfabetización femenina del 80,77%.